# Nathalia Ramos
Nathalia Norah Ramos Cohen (Madrid, 3 de julio de 1992) es una exactriz española que posee las nacionalidades australiana y estadounidense, conocida por sus papeles como Yasmin en Bratz: La Película, Nina Martin en House of Anubis y por su papel de Jill Reynolds en la cinta de terror colombiana Gallows Hill.

## Biografía
Nació en Madrid, España, como hija del cantante español Iván, y de la australiana Kate Cohen. Su madre es judía, descendiente de sefardíes, lo que influyó en su crianza.Tiene un hermano menor, Michael. Desde una temprana edad, su familia se estableció en Miami, Estados Unidos, por lo que asistió a la Escuela Secundaria Miami Beach.
En 2018, Ramos se graduó de la Universidad del Sur de California con un título en ciencias políticas.

## Carrera
Comenzó actuando en 2005 en un episodio de la serie Arrested Development como Hope Loblaw.
En 2007 actuó en Bratz: La Película interpretando a Yasmin, una chica de orígenes mexicanos y judíos; tuvo una pequeña aparición en el vídeo musical del grupo estadounidense Prima J "Rockstar"; ya que apareció en la banda musical de su primera película y dio su voz para el videojuego Bratz 4 Real.
Nathalia apareció en un episodio de la serie de Nickelodeon True Jackson, VP interpretando a la súpermodelo Dakota North; también tuvo un papel en el thriller psicológico 31 North 62 East como Rachel.
Interpretó a Nina Martin en la exitosa serie de Nickelodeon House of Anubis durante dos temporadas, después de lo cual confirmó que no participaría en la tercera porque se dedicaría a sus estudios y a la filmación de su nueva película, Gallows Hill, a comienzos de 2013 en Estados Unidos y Colombia. En 2013 rodó la película Resident Advisor dando vida a Hanna, uno de los personajes principales.
En 2014 Nathalia interpretó a Gretchen en dos episodios de Switched at Birth. Grabó la película Wildflower en Rochester, New York, estrenada en otoño del 2015. Además la actriz española también se hizo con el papel de Monika en la película Seoul Searching, dirigida por Benson Lee y protagonizada por el actor de la saga Crepusculo, Justin Chon y por la actriz Jessika Van.

## Vida personal
El 28 de diciembre de 2021 se casó con Dereck An después de trece años de noviazgo. El 14 de noviembre de 2022 anunció el nacimiento de su primer hijo. Su segundo hijo nació en 2024.

## Filmografía

### Películas
| Año  | Título             | Papel         |
| ---- | ------------------ | ------------- |
| 2007 | Bratz: La Película | Yasmin        |
| 2009 | 31 North 62 East   | Rachel        |
| 2013 | Resident Advisor   | Hanna         |
| 2013 | Gallows Hill       | Jill Raynolds |
| 2015 | Seoul Searching    | Monika        |
| 2016 | Wildflower         | Chloe Moray   |

### Series de televisión
| Año         | Título               | Papel        | Notas         |
| ----------- | -------------------- | ------------ | ------------- |
| 2005        | Arrested Development | Hope Loblaw  | 1 episodio    |
| 2008        | True Jackson, VP     | Dakota North | 1 episodio    |
| 2011        | Anubis Unlocked      | Nina         | 10 episodios  |
| 2011 — 2012 | House of Anubis      | Nina Martín  | 150 episodios |
| 2013        | I Dream Of Dinner    | Ella Misma   | 1 episodio    |
| 2014        | Switched at Birth    | Gretchen     | 2 episodios   |
| 2016        | The Richy Show       | Ella Misma   | 1 episodio    |

### Cortometrajes
| Año  | Título               | Papel      |
| ---- | -------------------- | ---------- |
| 2015 | The Son Of Zoolander | Ella Misma |

### Tv GamesShow
| Año  | Título     | Papel      | Notas      |
| ---- | ---------- | ---------- | ---------- |
| 2011 | BrainSurge | Ella Misma | 1 episodio |

Videojuegos
| Año  | Título       | Papel        |
| ---- | ------------ | ------------ |
| 2007 | Bratz 4 Real | Yasmin (Voz) |

### Videos musicales
| Año  | Canción  | Grupo Musical |
| ---- | -------- | ------------- |
| 2007 | Rockstar | Prima J       |

## Premios y nominaciones
| Año  | Otorgador                            | Premio          | Rango    |
| ---- | ------------------------------------ | --------------- | -------- |
| 2008 | Razzie Award                         | Artista Juvenil | Nominada |
| 2013 | XIII Entrega Cineasta (Gallows Hill) | Mejor Actriz    | Nominada |

## Discografía
Bandas Sonoras
| Título                                                            | Año  | Álbum |
| ----------------------------------------------------------------- | ---- | ----- |
| "Bratz: La Película" (como parte del grupo de Bratz: La Película) | 2007 | —     |

Sencillos
| Sencillo                             | Año  | Álbum |
| ------------------------------------ | ---- | ----- |
| "«Canción de Navidad» " ((con Iván)) | 2014 | —     |